# Facop
Els facops (Phacops) són un gènere de trilobits de l'ordre dels facòpides i la família dels facòpids que visqueren a Europa, el nord-oest d'Àfrica, l'Amèrica del nord i la Xina des de l'inici fins al final del Devonià. L'animal era arrodonit amb un cap globular i uns ulls grossos. Probablement s'alimentava de detritus. Els Phacops sovint es troben enrotllats en mode de defensa.
Com en totes les phacopines amb visió, els ulls dels Phacops són compostos de grans lents separades i sense una còrnia comuna (ulls esquizocroals) i, com en totes les Phacopines, la part articulada del cos (tòrax) dels facops , constava d'11 segments.
La part central i elevada (glabel·la) de l'escut cefàlic (cèfalon) es troba inflat a prop del front i més o menys pla a la part superior. Els ulls presenten forma de ronyó i estan situats per damunt de les galtes. Els extrems posteriors del cèfalon (angles genals) són generalment arrodonits.
Els espècimens coneguts com a Phacops rana presenten puntets irregulars de color negre. Com que uns puntets similars s'han trobat disposats en fileres en un espècimen de Greenops boothi, es pot concloure que aquests punts són originals i no han estat conseqüència dels processos de fossilització. Aquestes taques són irregulars i presenten algunes ramificacions cap a fora, semblants als melanòfors de molts animals actuals. Es considera que el canvi de mida d'aquestes taques permetia als facops camuflar-se en diferents entorns.
El concepte de molts taxons fòssils ha anat modificant-se al llarg del temps, incloent el tàxon Phacops. Arran d'això, alguns antics subgèneres de Phacops com ara Boeckops, Chotecops, Paciphacops, Prokops i Viaphacops han esdevingut gèneres de ple dret.

## Taxonomia
- P. accipitrinus (Phillips, 1841)[1]
- P. algericus Alberti, 1983
- P. breviceps Barrande, 1846
- P. chlupaci Alberti, 1983
- P. circumspectans Paeckelmann, 1913
- P. degener Barrande, 1852
- P. fragosus Struve, 1970
- P. granulatus (Munster, 1840) synonyms Calymene granulata, P. posidoniae[2]
- P. hoseri Hawle & Corda, 1847
- P. iowensis Delo, 1935[3]
- P. imitator Struve, 1970
- P. kockeli Alberti, 1968
- P. latifrons (Bronn, 1825)
- P. maurulus
- P. modestus Barrande
- P. platilegnotor
- P. salteri Kozlowski, 1923
- P. sartenaeri Struve, 1985
- P. sobolevi Kielan, 1954
- P. sternbergi
- P. turco Richter & Richter
- P. wedekindi Richter & Richter, 1926[2]
- P. zinkeni F.A. Roemer, 1843